# STS-129

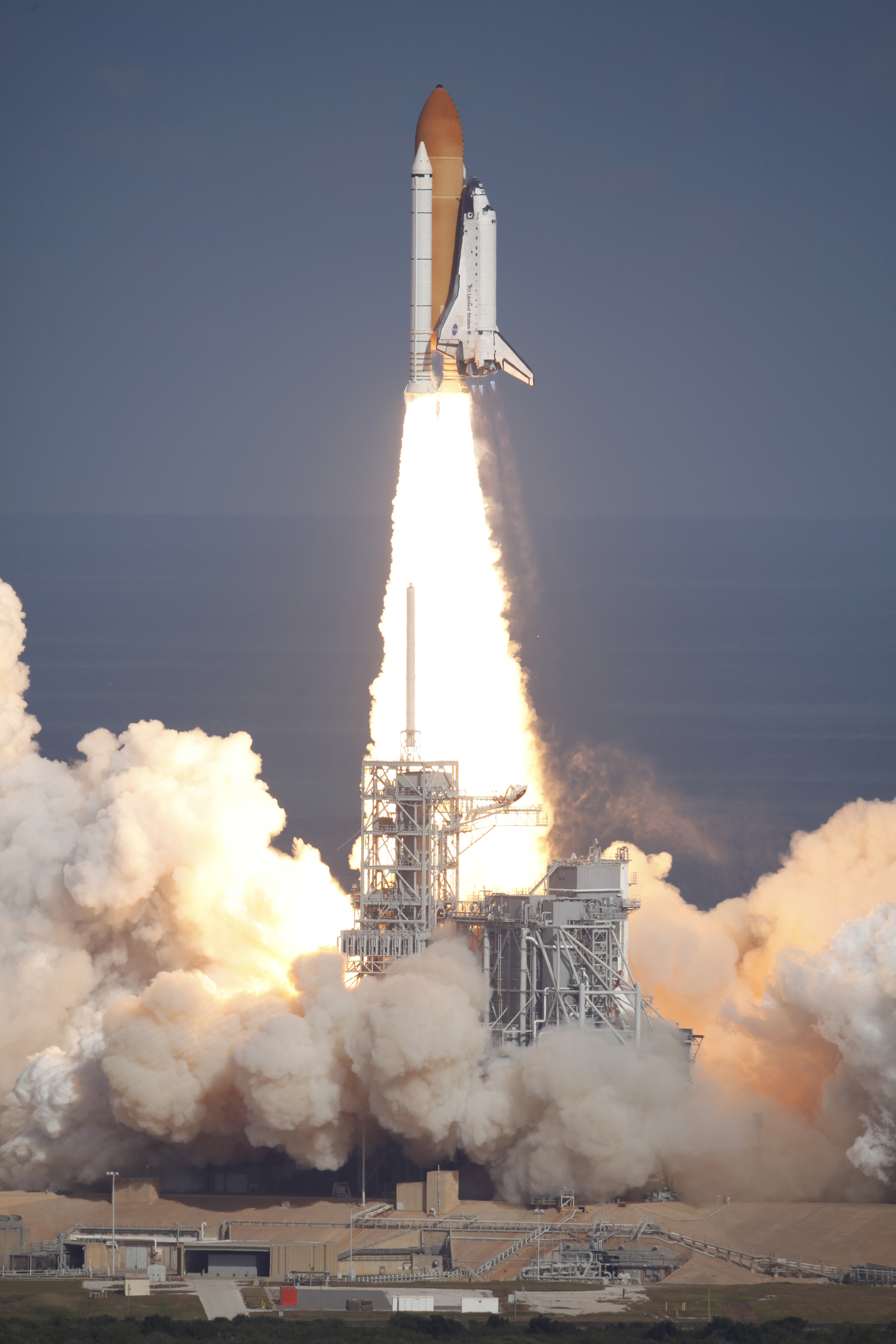
Lancement d'Atlantis, le 16 novembre 2009.

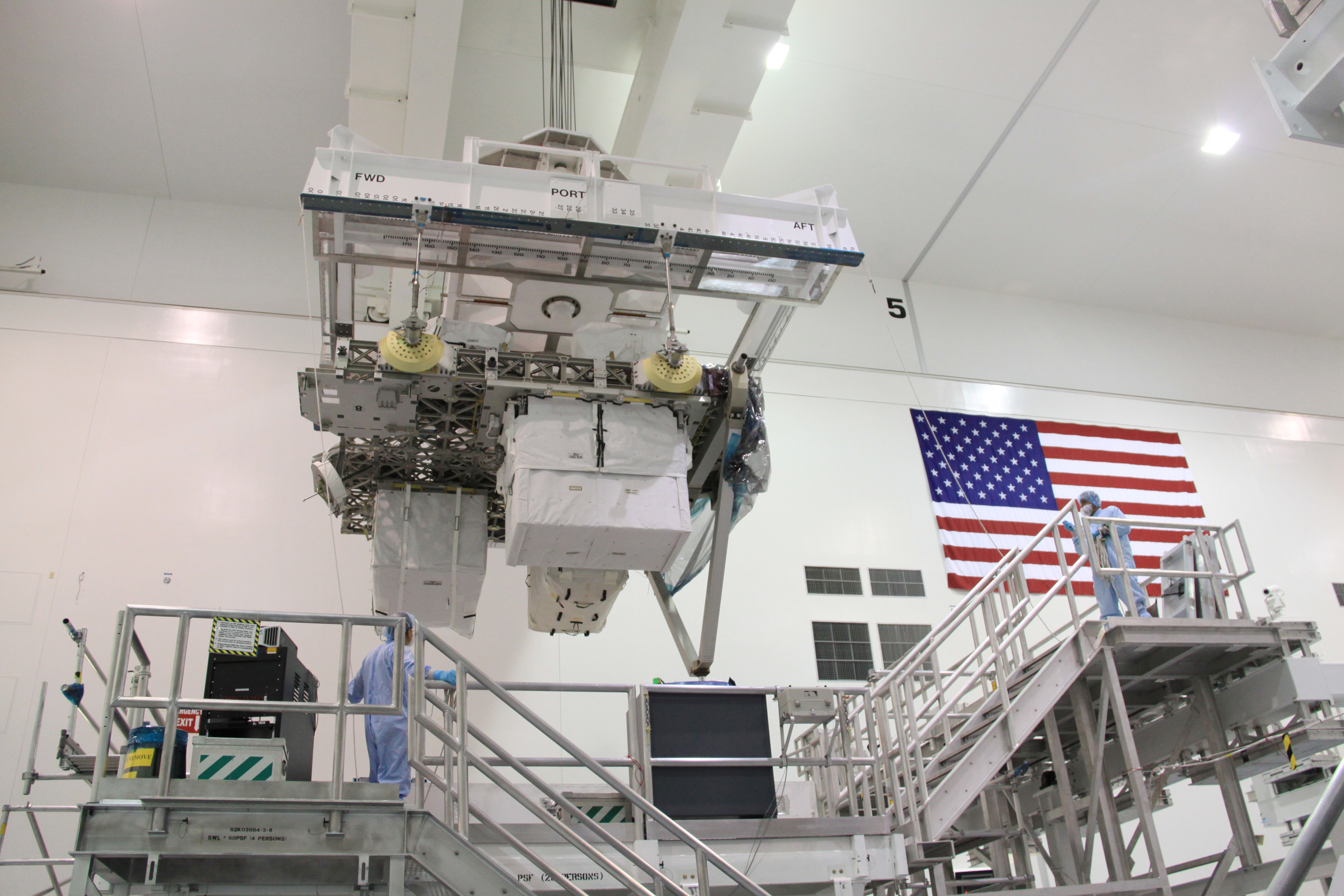
ELC-1

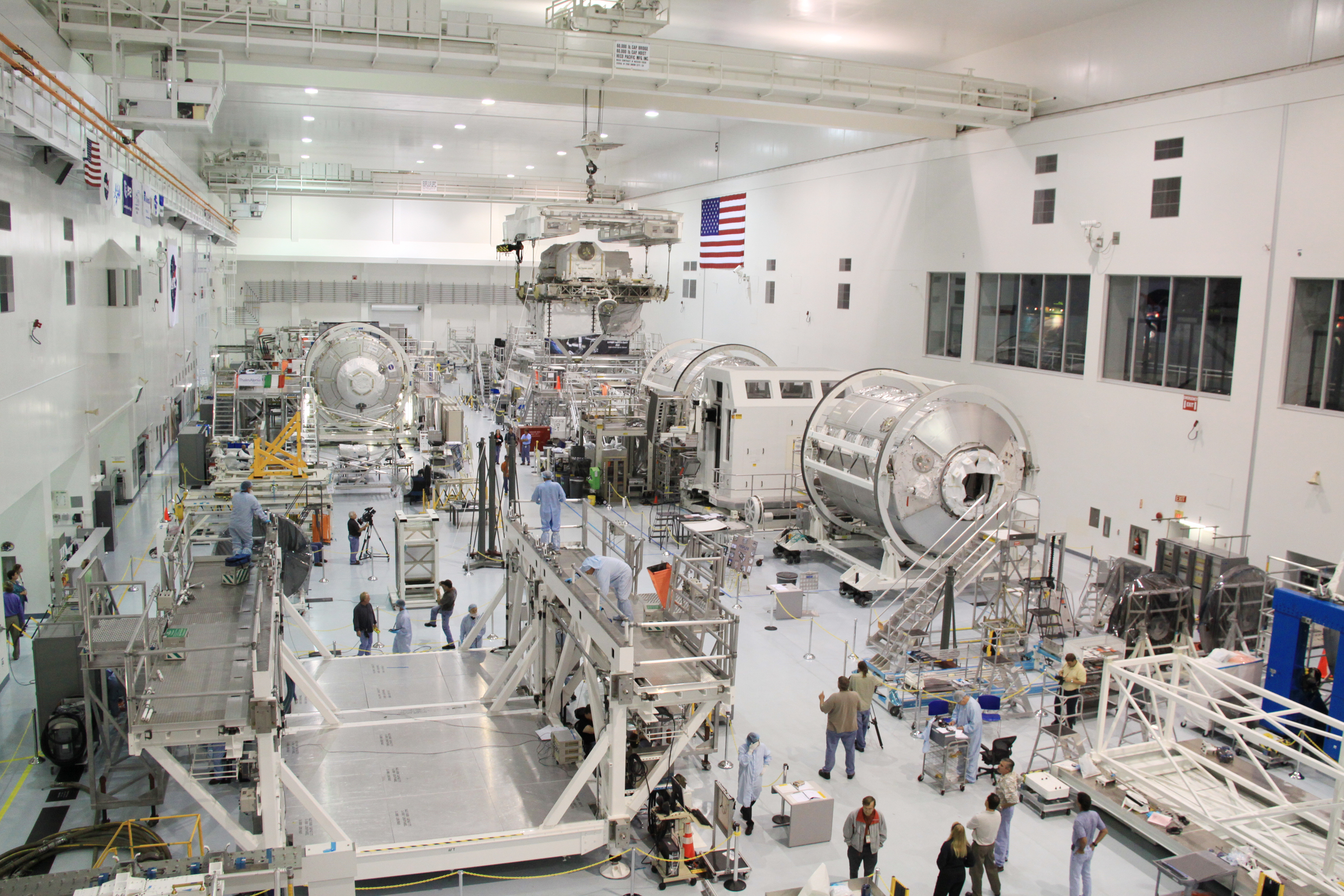
ELC-2

STS-129 est une mission de navette spatiale Atlantis à destination de la Station spatiale internationale. Le lancement a eu lieu le 16 novembre 2009 à 19:28 UTC. Son but principal est d'amener les EXPRESS Logistics Carrier (ELC-1 et ELC-2), l'installation de 2 nouveaux gyroscopes et l'apport de 12 tonnes de fret. Le retour sur Terre a eu lieu vendredi 27 novembre 2009 au Centre spatial Kennedy en Floride.
Trois sorties extravéhiculaires sont prévues.
Cette mission de 11 jours est la cinquième et dernière d'une navette spatiale en 2009. Après cela il ne reste que six vols avant la mise hors service des trois navettes spatiales de la flotte. Le dernier eu lieu en juillet 2011.

## Équipage
- Commandant : Col. Charles O. Hobaugh (3),  États-Unis
- Pilote : Navy Capt. Barry Wilmore (1)  États-Unis
- Spécialiste de mission 1 : Robert Satcher (1)
- Spécialiste de mission 2 : Navy Capt. Michael Foreman (2)  États-Unis
- Spécialiste de mission 3 : Marine Lt. Col. Randolph Bresnik (1)  États-Unis
- Spécialiste de mission 4 : Leland D. Melvin (2)  États-Unis

Uniquement au retour (Expédition 20) :
- Spécialiste de mission : Nicole Stott (1)  États-Unis

Le chiffre entre parenthèses indique le nombre de vols spatiaux effectués par l'astronaute, STS-129 inclus.